# 田中英雄 (実業家)
田中　英雄（たなか ひでお、1956年（昭和31年）2月27日 -  ）は、日本の実業家。大石産業代表取締役社長。

## 来歴
福岡県出身。1979年西南学院大学商学部を卒業。

## 略歴
- 1979年3月　西南学院大学商学部卒業
- 1979年3月	大石産業入社
- 2004年4月	段ボール事業部営業部長
- 2005年4月	段ボール事業部長
- 2009年6月	取締役段ボール事業部長
- 2014年4月	取締役執行役員管理部長
- 2016年4月	取締役管理本部長、兼管理部長、㈱アクシス代表取締役社長
- 2016年6月	常務取締役管理本部長、兼管理部長、㈱アクシス代表取締役社長
- 2018年4月	常務取締役管理本部長、兼管理部長
- 2018年7月	常務取締役管理本部長
- 2020年6月	専務取締役管理本部長
- 2021年4月	専務取締役管理部管掌
- 2022年4月	代表取締役社長就任[1]